# Medimax
Con il termine Medimax si indicano una classe di navi metaniere in servizio tra i porti di Skikda, Algeria, e Fos-sur-Mer, Francia. Nel primo porto le navi non possono superare le dimensioni di 240 m di lunghezza e i 12,2 m di pescaggio.
Le navi hanno una capacità di 70.000 metri cubi se motorizzate con una turbina a vapore o di 74.000 metri cubi nel caso delle navi di ultima generazione dotate di propulsione elettrica.